# Hypsiboas pellucens
Espèce
Synonymes
- Hyla pellucens Werner, 1901
- Hyla pulicaria Werner, 1901
- Hyla guibei Cochran & Goin, 1970

Statut de conservation UICN

 LC  : Préoccupation mineure
Hypsiboas pellucens est une espèce d'amphibiens de la famille des Hylidae.

## Répartition
Cette espèce se rencontre en Colombie, en Équateur et au Pérou. Elle est présente entre 100 et 1 400 m d'altitude dans les zones côtières de l'océan Pacifique.

## Publication originale
- Werner, 1901 : Über reptilien und batrachier aus Ecuador und Neu-Guinea. Verhandlungen der kaiserlich-königlichen zoologisch-botanischen Gesellschaft in Wien, vol. 51, p. 593-614 (texte intégral).